# نلی استون جانسون
نلی استون جانسون (انگلیسی: Nellie Stone Johnson; ۱۷ دسامبر ۱۹۰۵ – ۲ آوریل ۲۰۰۲) یک فعال حقوق مدنی و سازمانده اتحادیه اهل ایالات متحده آمریکا بود.

## فعالیت‌ها
او اولین منتخب دولتی سیاه در ایالت مینیاپولیس بود و به مدت ۷۰ سال در امور سیاسی ایالت مینه سوتا فعالیت کرد.
جانسون به تشکیل حزب دموکراتیک کارگران و کشاورزان مینه سوتا کمک کرد (DFL) و تلاش برای ایجاد اولین پراتیک استخدام عادلانه در آمریکا را رهبری کرد. او هر دو هیوبرت هامفری و والتر ماندیل را مشاوره کرد و در دهه ۱۹۸۰ در کمیته ملی دموکرات قرار داشت.

## زندگی بعدی
در دهه ۱۹۶۰ برای مراسم آزادی مارتین لوتر کینگ کمک مالی جمع‌آوری کرد.
بعنوان یک طراح لباس، در سال ۱۹۶۳ جانسون مغازه خیاطی اش را در ساختمان قدیمی Kresge باز کرد. او بیش از ۳۰ سال فعالیت خود را در مرکز شهر مینیاپولیس ادامه داد.

## مرگ و میراث
او در ۲ آوریل ۲۰۰۲ در حالی که ۹۶ سال سن داشت در مینیاپولیس درگذشت.
مدرسه نلی جانسون در مینیاپولیس بنام او نامگذاری شد. او الهام بخش کار هنری سیتو جونز Seitu Jones و تا کومبا آیکن Ta-coumba Aiken بنام سایه‌های روح بود که در سال ۱۹۹۲ اجرا شد.
در سال ۲۰۱۳ فیلم نلی که در مورد زندگی او بود در تئاتر سنت پل به نمایش گذاشته شد. مجسمه او برای حیاط شمالی ساختمان ایالتی مینه سوتا طراحی شده‌است.